# 道の駅すいかの里 植木
道の駅すいかの里 植木（みちのえき すいかのさと うえき）は、熊本県熊本市北区にある熊本県道329号原植木線の道の駅である。

## 概要
熊本市の北の玄関口として熊本市内の観光情報発信の拠点とし、また、すいかをはじめとする地域の豊富な農産物ブランドの発信拠点として開設された。

## 施設
- 駐車場
  - 小型車 99台
  - 大型車 7台
  - 身障者用 2台
- トイレ 18器
- 公衆電話
- 屋外休憩所
- 情報・多目的スペース
- 農産物等物産館
- 軽食提供コーナー
- ポケットパーク
- 観光案内所
- EV充電器

## 休館日
- 毎月第3木曜日

## アクセス
- 熊本県道329号原植木線 - 登録路線
- 国道3号

## 周辺
- E3 九州自動車道 14 植木インターチェンジ
- 岩野山